# Felsőfehérkút
Felsőfehérkút (1891-ig Felső-Pribel, szlovákul: Horné Príbelce) Fehérkút településrésze, korábban önálló falu Szlovákiában, a Besztercebányai kerületben, a Nagykürtösi járásban.

## Fekvése
Nagykürtöstől 8 km-re délnyugatra fekszik, ma Fehérkút nyugati részét képezi.

## Története
A falut 1244-ben villa Prebul néven említik először. Birtokosa a Hont-Pázmány nemzetség volt, akik 1262-ben a bozóki premontrei apátságnak adományozták. Felsőfehérkutat csak 1354-ben említik külön először. 1356-ban említik Szent Erzsébet tiszteletére szentelt templomát. 1715-ben Felsőfehérkút lakatlan volt, majd még a 18. század folyamán a Laszkáry család birtoka lett. 1828-ban 50 ház volt a faluban 301 lakossal. A 19. században Laszkáry Pál helyi nemes volt a birtokos. A falu lakói főként mezőgazdasággal foglalkoztak.
Vályi András szerint "Alsó, és Felső Pribely. Két tót falu Hont Vármegyében, Alsónak földes Ura Gróf Zichy Uraság, ez fekszik Palojtához nem meszsze, mellynek filiája; amannak pedig föl. Urai több Uraságok, fekszenek Kékkőhöz mintegy másfél mértföldnyire, lakosai katolikusok, és másfélék is, határbéli földgyeik középszerűek, legelőjök elég van, mind a’ kétféle fájok is, szőleik alább való borokat teremnek, második osztálybéliek."
Fényes Elek szerint "Felső-Pribel, tót falu, Honth vmegyében, 37 kath., 275 evang., 4 zsidó lak. Evang. anyatemplom. Bora meglehetős. Földje sovány; F. u. gr. Zichy és b. Balassa. Ut. p. B. Gyarmat.
" 
1910-ben 229, többségben szlovák lakosa volt, jelentős magyar kisebbséggel. A trianoni békeszerződésig területe Nógrád vármegye Ipolynyéki járásához tartozott. Alsó- és Felsőfehérkutat 1966-ban egyesítették.

## Nevezetességei
- A falu határában levő homokbányában ősi cápafogakat találtak.
- A falu határában 2450 m hosszú természetvédelmi tanösvény található, melynek folytatása az a 10 km hosszú turistaút, amely a falu híres természeti látványosságaihoz a Kőasszonyhoz és a Fehérkúthoz vezet.
- A falu népművészetéről, csipkeveréséről, háziszőtteseiről, népviseletéről is nevezetes.
- Itt található Szlovákia egyik leglátogatottabb lőtere is.

## Híres emberek
- Itt született 1780-ban Csaplovics János (Ján Čaplovič) történész, jogi és földrajzi író.
- A Laszkáry családnál volt nevelő Viliam Pauliny-Tóth a szlovák nemzeti mozgalom egyik vezetője.
- Itt működött 1848 előtt Ján Rotarides tanító, aki barátjával Janko Kráľlal a magyar forradalmat követő napokban a hűbérurak elleni lázadást szervezett. Egykori lakóhelyüket emléktábla jelöli.

## Külső hivatkozások
- Hivatalos oldal
- Községinfó
- Fehérkút Szlovákia térképén
- Tourist-channel.sk
- Vychodnohont.sk